# Rioxa erebus
Rioxa erebus är en tvåvingeart som beskrevs av Camillo Rondani 1875. Rioxa erebus ingår i släktet Rioxa och familjen borrflugor. Inga underarter finns listade i Catalogue of Life.